# Diagnóstico errado do transtorno de personalidade borderline
O transtorno de personalidade borderline (TPB) é um distúrbio de personalidade caracterizado por instabilidade crónica nos relacionamentos, na autoimagem, humor e afeto, que é frequentemente mal diagnosticado. Esse diagnóstico incorreto pode vir na forma de fornecer um diagnóstico de TPB a uma pessoa que não atende aos critérios ou fornecer um diagnóstico alternativo incorreto no lugar de um diagnóstico de TPB.

## Diagnósticos alternativos
Um diagnóstico incorreto de Transtorno de Personalidade Borderline (TPB) pode ser resultado de vários fatores. Um desses fatores é a sobreposição de sintomas entre diferentes transtornos. Como o TPB consiste em instabilidade de humor, o Transtorno Bipolar é frequentemente dado como um diagnóstico alternativo. Além disso, o trauma há muito tem sido visto como um componente do TPB, portanto, torna a diferenciação entre o transtorno de stress pós-traumático complexo e o TPB um desafio.

### Transtorno de stress pós-traumático complexo (TEPT-C)
O transtorno de stress pós-traumático complexo (TEPT-C) é um diagnóstico que foi introduzido na 11ª edição da Classificação Internacional de Doenças (CID-11), mas não está presente na 5ª edição do Manual de Diagnóstico de Transtornos Mentais (DSM-5) da Associação Americana de Psicologia. O TEPT-C é caracterizado por uma combinação de critérios do TEPT previamente definidos (reexperiência, evitação e hipervigilância) e outros critérios exclusivos (desregulação emocional, dificuldades interpessoais e autoconceito negativo). O fato de que esses critérios exclusivos de TEPT-C também são características essenciais do TPB torna a distinção entre o TEPT-C e o TPB comórbido com TEPT difíceis.  Uma avaliação que procura distinguir a diferença entre TEPT-C e TPB comóbido pode avaliar fatores como a forma como os critérios se apresentam de maneira diferente entre esses grupos. Critérios como desregulação emocional apresentam-se com mais frequência na forma de raiva reativa e/ou uso de substâncias em pessoas com TEPT-C. Em contraste, esta apresenta-se mais na forma de autolesão ou suicídio em pessoas com TPB. A instabilidade nos relacionamento apresenta-se mais como uma rápida mudança entre a idealização intensa e a desvalorização do relacionamento entre as pessoas com TPB. Em contraste, as pessoas com TEPT-C tendem a ter instabilidade nos relacionamentos como resultado de não formarem uma conexão próxima com o seu parceiro. Quanto à autoimagem, as pessoas com TPB podem ter mudanças frequentes no seu autoconceito, enquanto que as pessoas com TEPT-C tendem a ter uma autoimagem negativa mais persistente.  Essas diferenças principais oferecem uma visão sobre as maneiras pelas quais o TEPT-C pode ser diagnosticado incorretamente em vez de TPB comórbido com TEPT ou vice-versa. É por isso que é importante que os médicos tenham concluído uma avaliação abrangente antes de fornecer qualquer um desses diagnósticos.

### Transtorno bipolar (TB)
O transtorno bipolar (TB) é um transtorno do humor caracterizado por vários graus de alterações do humor. O TB pode ainda ser especificado como transtorno bipolar do tipo I ou II. O DSM-5 requer que uma pessoa com TB I tenha experimentado pelo menos um episódio maníaco e uma pessoa com Bipolar II tenha experimentado pelo menos um episódio hipomaníaco e pelo menos um episódio depressivo. Os episódios maníacos e hipomaníacos consistem num "humor anormal e persistente elevado, expansivo e irritável e ... aumento da atividade ou energia direcionada a um objetivo..."  Embora o diagnóstico incorreto do TPB em relação ao TB possa vir na forma de diagnosticar alguém com TPB que na verdade tem TB ou vice-versa, a ocorrência mais comum é em pessoas diagnosticadas com TB que, na verdade, atendem melhor aos critérios para TPB. Um estudo citou que quase 40% das pessoas que foram diagnosticadas com TPB receberam um diagnóstico incorreto de TB em algum momento das suas vidas, em comparação com apenas 10% das pessoas na população em geral que receberam um diagnóstico errado de TB.  O motivo exato para essa alta taxa de diagnósticos incorretos é debatido entre os pesquisadores. Algumas teorias postulam que esses erros estão sendo cometidos devido à instabilidade do TPB ser confundida com os sintomas de um episódio maníaco ou hipomaníaco Outro estudo cita a simples ambiguidade dos critérios do TPB como sendo a razão para diagnósticos errados, já que as pessoas que preenchiam mais critérios para um diagnóstico de TPB eram menos propensas a serem diagnosticadas erroneamente com TB.

## Consequências de diagnósticos errados
O diagnóstico incorreto de TPB pode resultar em uma série de consequências negativas. O raciocínio para o diagnóstico é debate no campo da saúde mental. Ainda assim, é visto principalmente como tendo a função de fornecer aos profissionais da saúde o estado da saúde mental do paciente, para informar as abordagens de tratamento e ajudar a relatar com precisão as abordagens de tratamento bem-sucedidas. Portanto, o diagnóstico incorreto pode resultar não ter acesso a medicamentos psiquiátricos apropriados ou não receber tratamento psicológico baseado em evidências para os transtornos sofridos.

### Médico
Como o diagnóstico é uma parte essencial para determinar quais medicamentos prescrever a um paciente ou se um paciente beneficiaria de psicofarmacoterapia, o diagnóstico incorreto pode ter uma série de resultados adversos. Pesquisas atuais indicam que, embora alguns medicamentos prescritos possam ajudar com sintomas específicos de TPB, não há medicamento comprovado que diminua os sintomas do TPB como um todo. Em contraste, distúrbios como TB têm uma variedade de medicamentos psiquiátricos (por exemplo, lítio, anticonvulsivantes, análogos de GABA) sendo usados como uma abordagem de primeira linha para o tratamento. Ao fornecer às pessoas com TPB diagnósticos erróneos, como TB, as pessoas com TPB podem estar sujeitas a receber medicamentos que não afetarão a sua sintomatologia e podem resultar em efeitos colaterais adversos.  Alternativamente, as pessoas que são diagnosticadas com TPB que podem ter TB ou TEPT-C podem ser privadas de intervenções psicofarmacológicas que diminuiriam a gravidade dos seus sintomas.

### Psicológico
O diagnóstico incorreto de TPB também pode resultar em consequências psicológicas adversas, pois o diagnóstico é usado para determinar as abordagens de tratamento baseadas em evidências usadas no ambiente terapêutico. Abordagens de tratamento, como a terapia dialético-comportamental e a terapia cognitivo-comportamental são dois tratamentos para o transtorno de personalidade limítrofe que demonstram eficácia. Ao fornecer um diagnóstico incorreto, uma pessoa com TPB provavelmente não terá acesso a esses tratamento específicos e, portanto, o seu acesso a tratamentos baseados em evidências para o TPB serão adiados até que um diagnóstico preciso seja dado.